# Ephydra glauca
Ephydra glauca – gatunek muchówki z rodziny wodarkowatych i podrodziny Ephydrinae.
Gatunek ten opisany został w 1830 roku przez Johanna Wilhelma Meigena.
Muchówka o ciele długości od 4 do 5 mm, porośniętym jasnobrązowo i nieco metalicznie połyskującym. Głowa jej zaopatrzona jest w dwie pary szczecinek orbitalnych oraz skierowane w dół szczecinki perystomalne. Policzki są co najmniej w połowie tak wysokie jak oczy złożone, ale nie wyższe niż ¾ tychże. Czułki nie mają na zewnętrznej powierzchni trzeciego członu długiej szczecinki. Tułów cechują cztery pary małych szczecinek śródplecowych oraz bardzo krótkie, włosowate szczecinki środkowe grzbietu, przed szwem poprzecznym ułożone w czterech nieregularnych rzędach. Przeszwowe szczecinki środkowe grzbietu mają co najwyżej połowę długości przedszwowych szczecinek śródplecowych. Odnóża są żółte z ciemnymi udami. Odwłok samca ma tergit piąty dwukrotnie dłuższy od czwartego. Narządy rozrodcze samca mają gonity pozbawione wyrostka bocznego i tak jak edeagus węższe niż u E. riparia.
Owad znany z Francji, Niemiec, Włoch, Polski, Węgier, Rumunii, Bułgarii, europejskiej części Rosji, Afryki Północnej, Bliskiego Wschodu i wschodniej Palearktyki.